# 天主教亭可马里教区
天主教亭可馬里教區 （拉丁語：Diocesis Trincomaliensis）是斯里蘭卡一個羅馬天主教教區，屬科倫坡總教區。
1893年8月25日自科倫玻總教區及賈夫納教區分出，成為亭可馬里暨拜蒂克洛教區。2012年7月3日拜蒂克洛教區分出。
教區範圍包括斯里蘭卡東部的亭可馬里區。2010年有教友78,518人、35個堂區、71名司鐸。現任教區主教為若瑟‧金斯利‧斯瓦皮萊。